# Іперкур
Іперкур (фр. Hypercourt) — муніципалітет у Франції, у регіоні О-де-Франс, департамент Сомма. Іперкур утворено 1 січня 2017 року шляхом злиття муніципалітетів Іянкур-ле-Гран, Ом'єкур i Пертен. Адміністративним центром муніципалітету є Пертен. Населення — 695 осіб (01.01.2021).